# Bracia Sisters
Bracia Sisters (ang. The Sisters Brothers) – fracusko-hiszpańsko-amerykańsko-rumuński western z 2018 roku w reżyserii Jacques’a Audiarda. Zdjęcia kręcono w Hiszpanii (m.in. na pustyni Tabernas i mieście Almería w Andaluzji, w regionach Nawarra i Aragonia) oraz w Rumunii (okręg Giurgiu).
Obraz miał swoją premierę w konkursie głównym na 75. MFF w Wenecji, gdzie nagrodzono go Srebrnym Lwem za najlepszą reżyserię. Na ekrany polskich kin film wszedł 22 lutego 2019 roku.

## Obsada
- John C. Reilly jako Eli Sisters
- Joaquin Phoenix jako Charlie Sisters
- Jake Gyllenhaal jako John Morris
- Riz Ahmed jako Hermann Kermit Warm
- Rebecca Root jako Mayfield
- Allison Tolman jako dziewczyna z Mayfield Saloon
- Rutger Hauer jako Commodore
- Carol Kane jako pani Sisters[1]